# محمد مهری
محمد مهری (زادهٔ ‎۶ مهر ۱۳۷۲ در تنکابن) بازیکن فوتبال اهل ایران است که در پست مهاجم برای باشگاه فوتبال ملوان بندر انزلی بازی می‌کند.

## دوران باشگاهی

### سایپا
وی اولین بازی خود در لیگ برتر خلیج فارس را در هفته چهارم لیگ برتر فوتبال ایران ۹۹–۱۳۹۸، مقابل باشگاه فوتبال پارس جنوبی جم انجام داد.

## افتخارات
نفت مسجدسلیمان
- لیگ آزادگان (دسته یک): ۹۷–۱۳۹۶ (قهرمان و صعود به لیگ برتر خلیج فارس.)